# Larodde
Larodde település Franciaországban, Puy-de-Dôme megyében. Lakosainak száma 290 fő (2022. január 1.). Larodde Singles, Monestier-Port-Dieu, Confolent-Port-Dieu, Bagnols, Labessette, Tauves és Trémouille-Saint-Loup községekkel határos.

## Népesség
A település népességének változása:
| Lakosok száma | 267  | 267  | 277  | 265  | 271  | 278  | 284  | 286  | 290  |
|               | 2013 | 2015 | 2016 | 2017 | 2018 | 2019 | 2020 | 2021 | 2022 |